# Mazda Scrum
Mazda Scrum — автомобиль (кей-кар) японского автопроизводителя Mazda Motor Corporation. Сначала назывался Autozam Scrum, и выпускался соответствующей компанией. Название автомобиля происходит от английского термина для схватки в регби (Scrum). Автомобиль продаётся только в Японии. Является перелицованным Suzuki Carry. В 2000 году появился вариант Scrum Wagon, а пикап с грузовиком были обновлены. Двигатель авто - 660 см³ трёх-цилиндровый DOHC двигатель. Но Autozam использовала другой — 550 см³ двигатель от компании Suzuki.

## Галерея

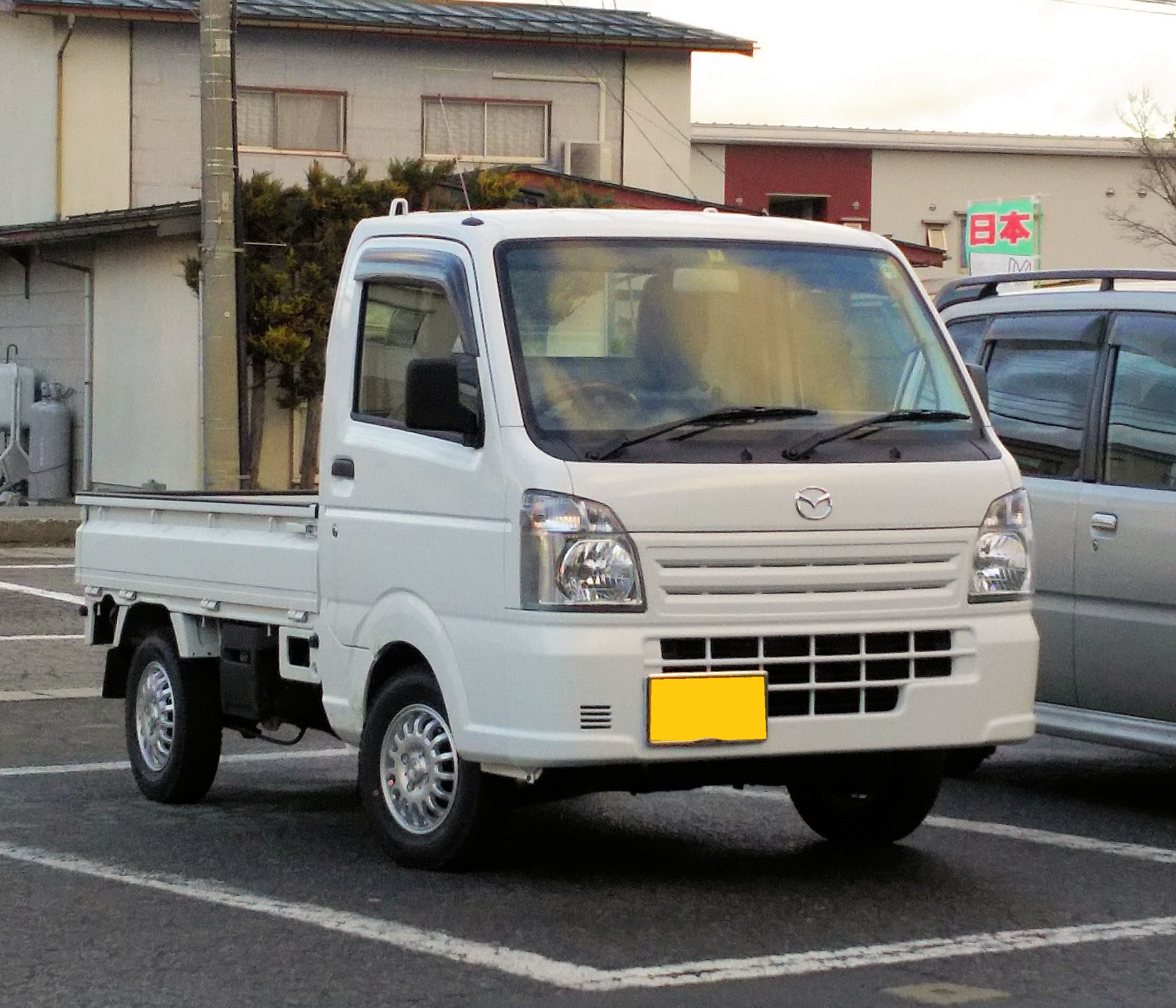
Грузовик
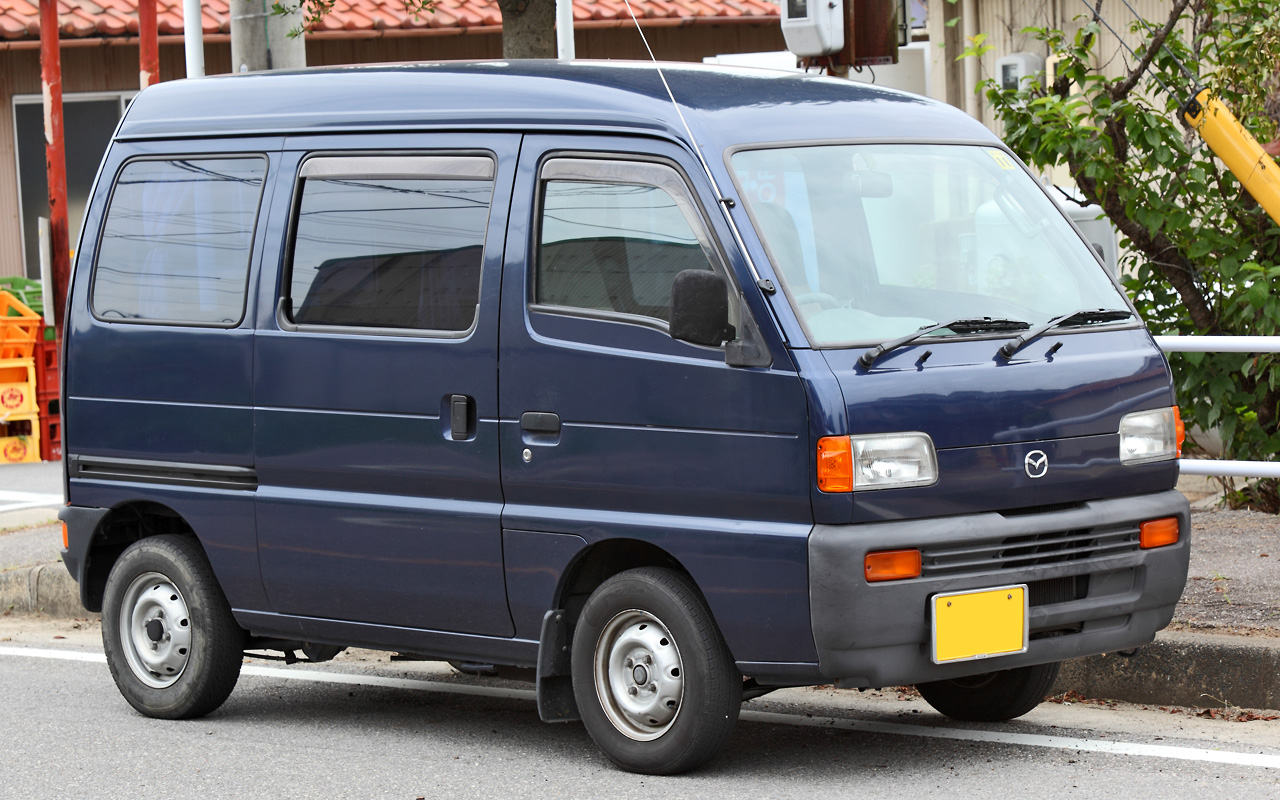
Более ранняя модель